# Chiesa del Gesù (Lecce)
La chiesa del Gesù o della Madonna del Buon Consiglio è una chiesa del centro storico di Lecce. È stata per secoli sede della Compagnia di Gesù.

## Storia
La chiesa fu costruita a partire dal 1575 per accogliere i Gesuiti che giunsero in città l'anno precedente al seguito di Bernardino Realino da Carpi, morto a Lecce nel 1616 e successivamente canonizzato. La costruzione della chiesa del Gesù comportò la demolizione dell'antica chiesetta di San Niccolò dei Greci di rito greco-ortodosso. L'edificazione della struttura venne eseguita utilizzando i disegni del gesuita comasco Giovanni De Rosis. Fu aperta al culto già nel 1577 ma i lavori si protrassero ancora per qualche decennio.

## Descrizione

### Esterno
L'intero edificio si ispira alla Chiesa del Gesù di Roma, considerata la Madre delle chiese dell'ordine dei Gesuiti. La facciata, sobria e lineare, si articola su due ordini, raccordati da volute e scanditi da un doppio ordine di lesene interrotte da una trabeazione aggettante. L'ordine inferiore è caratterizzato da nicchie vuote che culminano nel portale sormontato da un timpano spezzato che accoglie l'emblema della Compagnia di Gesù adorato da due angeli. 
L'ordine superiore, raccordato al primo da volute laterali nascenti da maschere femminili, presenta due finestre laterali ed un finestrone centrale, delimitato da fregi antropomorfi su volute e sormontato dalla nicchia con la statua del Bambin Gesù. Al vertice, il fastigio di coronamento, impostato su un fregio con i simboli della Passione di Cristo, culmina con la scultura del Pellicano che, squarciandosi il petto, alimenta la prole.

### Interno
L'interno possiede un impianto a croce latina con breve transetto e quattro cappelle, tra loro comunicanti, aperte su ogni lato dell'unica navata. La copertura è costituita da un soffitto ligneo a lacunari, animato da tele raffiguranti le Glorie della Compagnia di Gesù di Giuseppe da Brindisi.

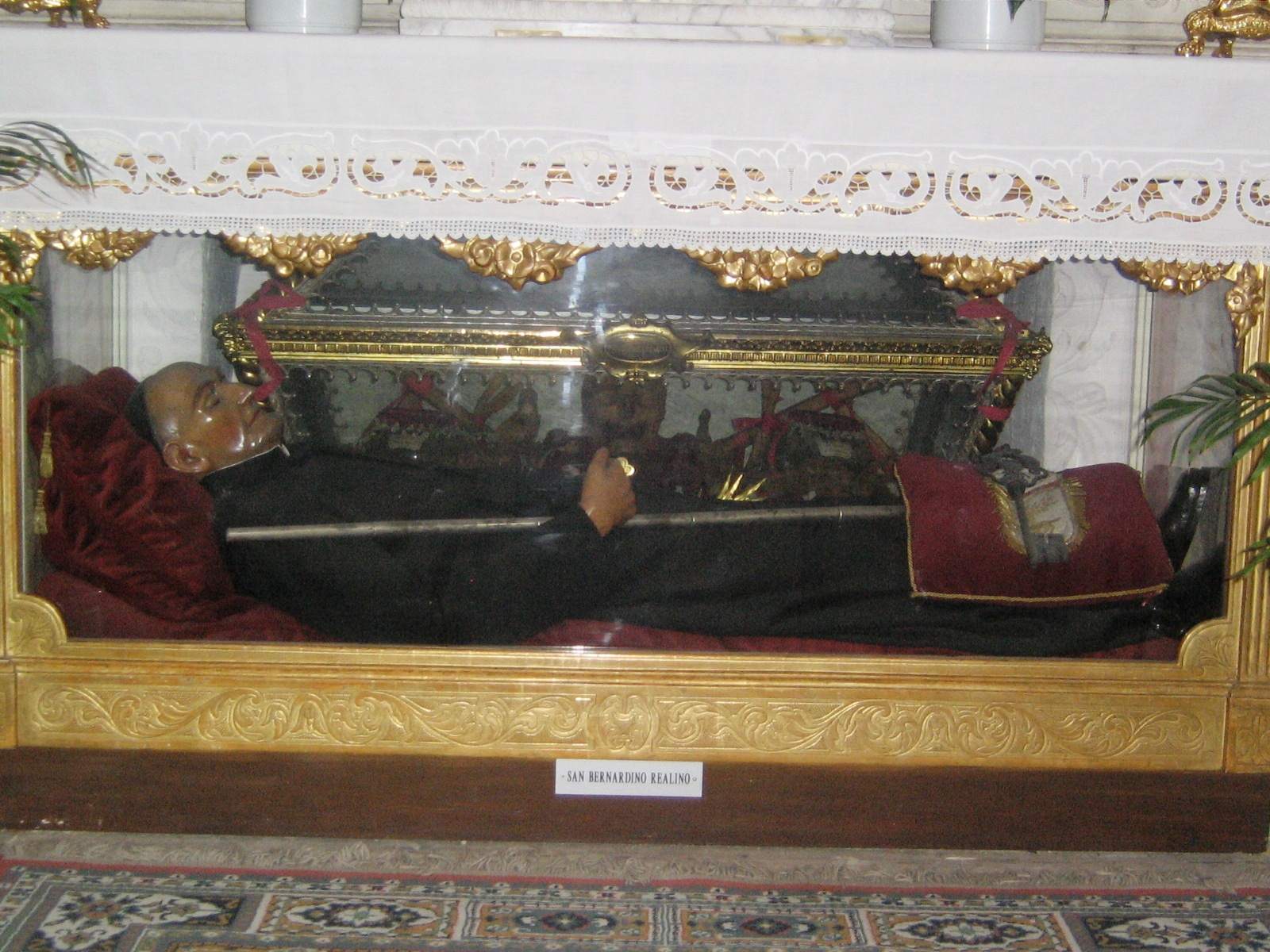
Reliquie di san Bernardino Realino

La chiesa custodisce preziose testimonianze pittoriche e scultoree collocabili tra la fine del XVI secolo e l'inizio del XIX secolo. Sul lato destro della navata si susseguono le cappelle con gli altari dedicati all'Assunta, all'Adorazione dei Magi, al Crocifisso e alla Vergine; su quest'ultimo è posizionata la pregevole tela di Serafino Elmoraffigurante la Vergine col Bambino con i Santi Ignazio di Loyola, Stanislao Kostka e Luigi Gonzaga (1752).
Il transetto presenta nel braccio destro l'altare, già di sant'Ignazio di Loyola, poi dedicato a san Bernardino Realino in cui sono custodite le sue spoglie mortali. Sui due lati del transetto sono poi esposte due tele gemelle di Paolo Finoglio, raffiguranti la Madonna nelle vesti di Regina dei vergini e dei martiri e la Vergine quale Regina dei martiri e dei confessori.
Il presbiterio accoglie lo scenografico altare maggiore in pietra leccese, realizzato nel 1699 e attribuito a Giuseppe Cino, che ospita le tele settecentesche della Circoncisione di Gesù e dei Dottori della Chiesa di Oronzo Letizia e l'Incoronazione della Vergine di Oronzo Tiso. Alla base dell'altare si distribuisce il coro ligneo settecentesco in noce, aggiunto dai Benedettini di Montescaglioso subentrati ai Gesuiti a seguito della loro soppressione.
Il braccio sinistro del transetto, il cui archivolto fu affrescato da Antonio Verrio con il Martirio di sant'Irene, presenta la cappella della Vergine del Buon Consiglio (già di santa Irene) sul cui altare, fiancheggiato dalle statue in pietra di sant'Agnese e santa Cecilia, è posizionata la tela della Titolare (1811).
Sul lato sinistro della navata sono collocati gli altari della Madonna di Loreto con la seicentesca statua della Madonna proveniente dalla distrutta chiesa delle cappuccinelle, di San Girolamo con tela di Girolamo Imparato raffigurante San Girolamo penitente. I successivi altari sono dedicati a San Michele Arcangelo (1746) e all'Annunciazione che reca una seconda tela di Girolamo Imparato con l'Annunciazione, firmata e datata 1596, equilibrata ed aerea composizione di un colorismo iridescente di ispirazione baroccesca.